# Кастельверде
Кастельверде (італ. Castelverde) — муніципалітет в Італії, у регіоні Ломбардія,  провінція Кремона.
Кастельверде розташоване на відстані близько 420 км на північний захід від Рима, 70 км на південний схід від Мілана, 8 км на північний захід від Кремони.
Населення — 5791 особа (2014).

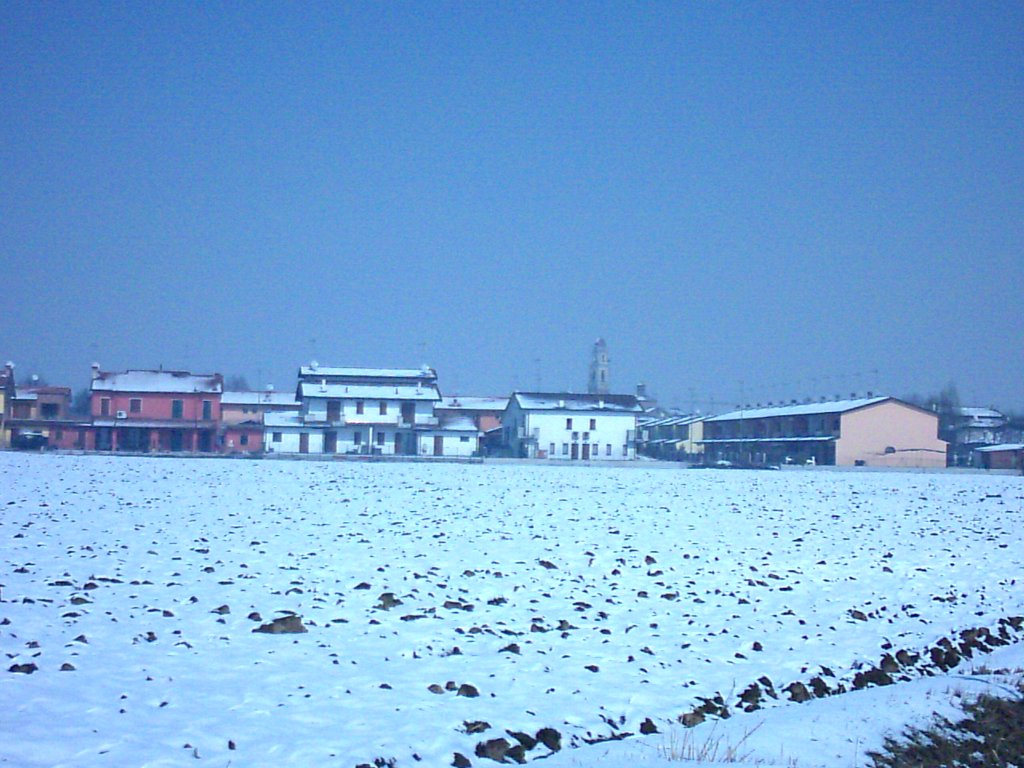

Щорічний фестиваль відбувається 29 серпня. Покровитель — Sant'Archelao.

## Демографія
Населення за роками:

Станом на 1 січня 2023 року в муніципалітеті офіційно проживало 519 іноземців з 40 країн, серед них 154 громадяни країн Євросоюзу та 5 громадян України.

## Сусідні муніципалітети
- Казальбуттано-ед-Уніті
- Кремона
- Ольменета
- Падерно-Понк'єллі
- Персіко-Дозімо
- Поццальйо-ед-Уніті
- Сесто-ед-Уніті